# 松本人志・中居正広VS日本テレビ
『松本人志・中居正広VS日本テレビ』（まつもとひとし・なかいまさひろ ブイエス にほんテレビ）は、2002年秋と2003年春に日本テレビ系列局で特別番組として放送された日本テレビ製作のバラエティ番組である。松本人志と中居正広の冠番組。

## 番組概要
松本人志（ダウンタウン）と中居正広（当時SMAP）が、日本テレビから内容を全く知らされていない企画を行っていた特番である。同局のテレビドラマ『伝説の教師』以来2年ぶりの松本・中居共演番組となった。
なお、本番組の放送から約17年半後の2020年11月21日に再び松本と中居が共演し、2人で発案し、企画・構成・考案し、番組となった『まつもtoなかい〜マッチングな夜〜』がフジテレビにて放送された。

## 放送日・放送時間
- 第1回：松本人志・中居正広VS日本テレビ 持ってく?1000万円!（2002年9月26日（木曜） 21:30 - 23:24 （JST））
- 第2回：松本人志・中居正広VS日本テレビ 第2弾は朝まで200本勝負だ!!（2003年4月12日（土曜） 21:00 - 22:48 （JST））

## 放送内容

### 松本人志・中居正広VS日本テレビ 持ってく?1000万円!
日本テレビ（当時の本社・後に麹町分室を経て2020年に解体）Kスタジオからの生放送。
この特番では、松本と中居が「あ!」の発言を言ってしまうごとにギャラが1000万円から50万円ずつ減額されていく企画を実施。日本テレビ（番組）側が様々な企画・演出・効果で2人を驚かせ、「あ!」を言わせようとした。
集計結果は、松本が23回と中居が11回で合わせて34回。減額の合計はマイナス1,700万円で700万円の赤字となった。

### 松本人志・中居正広VS日本テレビ 第2弾は朝まで200本勝負だ!!
第1回目において発生した「日本テレビからの借金」である700万円を返済をするという趣旨で行われた松本・中居の罰ゲーム企画。第1回目と異なり、収録で行われた。オープニングでは第1回のスタジオ・セットがそのまま登場したが、直後に収録現場へ移動した。
この特番では、巨大な200枚のカードを用いて神経衰弱を実施。金額が書かれたカードが1組揃えば返済となり、その合計が借金分の700万円に達することができれば罰ゲームは終了。また、カードの中には水や青汁、酒などがあり、それらのアイテムもカードを1組揃えることによって手に入れることができた。しかし、カードを揃えなければトイレにも行くことができない上、ブラックカードを1枚でも引くとそのカードに書かれた罰ゲームが執行された。カードにはいくつもの「ピータン」が隠されていた。
元々は海外ロケを想定していたが、イラク戦争のためにロケができなくなり、2週間ほどで急遽用意された企画だという。

## 出演者
- 松本人志
- 中居正広
- 福澤朗（総合進行役）

### 第1弾
- 楠田枝里子（『世界まる見え!テレビ特捜部』のプチコーナー進行役）
- 今田耕司（『FUN』のプチコーナー進行役）
- 和田アキ子
- ボブ・サップ
- 木村祐一
- 千原ジュニア（千原兄弟）
- 山下しげのり
- 水玉れっぷう隊
- 宮川大輔
- ほっしゃん。

### 第2弾
- 松本秋子（松本人志の母）
- 上島竜兵（ダチョウ倶楽部）
- ささきいさお
- 三又忠久
- 山田花子

## スタッフ
- 構成：小野高義、鈴木おさむ、堀江利幸、石原健次、鈴木工務店/高須光聖
- TM：古井戸博
- TD：小熊透、伊深喜美夫（伊深→第2回）
- 中継TD：小椋敏宏、山本聡一、江頭恭二（共に第1回）
- SW：小林宏義
  - 第1回のみ：望月達史、安藤康一
  - 第2回のみ：高梨正利
- 技術スタッフ：加藤浩、高橋元弘（共に第1回）
- クレーン：金子二三夫（第1回）
- カメラ：
  - 第1回のみ：鈴木健司、小泉明浩、石渡裕二
  - 第2回のみ：田中敏和、川上孝行、榎本丈之
- VE：
  - 第1回のみ：杉本裕治、飯島章夫
  - 第2回のみ：保坂雅一、寺崎嘉高、新名大作
- MIX：
  - 第1回のみ：加賀金重郎、高岡彰吾
  - 第2回のみ：蕪山充彦、伊藤大以佐、三石敏生
- VTR：沖本亮一（第2回）、島村隆宏（島村→第1回はVE）
- モニター：城生隆男（第1回）、大江房夫（第2回）
- 音効：森山顕仁
- TK：石島加奈子、柏木梨佐（柏木→第1回）
- 照明：小川勉
  - 第1回のみ：四野宮伸恭、阿部権治
- 美術プロデューサー：鈴木喜勝
- デザイン：久保玲子、塚越千恵（塚越→第1回）
- 美術進行：高津光一郎
- ノンリニア：岡本光雄（第2回）
- EED：宮原明男（第2回）
- MA：番匠康雄（第2回）
- 企画協力：吉本興業
- 技術協力：テレテック（第2回）
- 美術協力：日本テレビアート
- 編集：Omnibus Japan（第2回）
- 音源協力：第一興商（第1回）
- 写真協力：K-1（第1回）
- 協力：ジャニーズ事務所
- 協力プロデューサー（第1回）：安岡喜郎、藤井淳、髙橋利之
- 編成：小澤太郎、斎藤政憲（斎藤→第2回）
- 広報：小串理江（第2回）
- 営業：山川洋平（第1回）
- MVP：渡部祐一、新沢学（共に第2回）
- デスク：呉羽あゆみ
- AD：武信考、金丸恵理子、水野達也、橋本孔一、高浦千明、井上洋平（全員第2回）
- AP：村上早苗
  - 第1回：田村拓久良、石原由季子
  - 第2回：井野知美、白石綾子
- ディレクター：花岡圭一郎、西原信行、椎葉宏治、中屋満、野田義人
  - 第1回のみ：中井康二、塚田秋春、柳井誠也、諏訪一三、小林淳一、高橋政光、藤原耕治、川勝茂、佐藤吉正
  - 第2回のみ：澤田隆昌（第1回は演出）、前川善郎、宇佐美卓也、鴻巣裕司
- 演出：大澤宏一郎、山谷和隆、マッコイ斎藤、大熊義紹
  - 第1回のみ：長久弦
- 総合演出：栗原甚
- プロデューサー：面高直子/長岡美樹、小山伸一
- チーフプロデューサー：桜田和之
- 制作協力：THE WORKS、ザイオン、ジーヤマ（第1回）、翔テレビジョン（第1回）
- 製作著作：日本テレビ